# Yaa Avoe
Yaa Avoe (* 1. Juli 1982) ist eine ehemalige ghanaische Fußballspielerin.

## Karriere
Avoe kam während ihrer Vereinskarriere für die Ashtown Ladies (2003) und die Fabulous Ladies (2005–2009) zum Einsatz.
Die 160 cm große Abwehrspielerin nahm mit der ghanaischen Nationalmannschaft („Black Queens“) an den Weltmeisterschaften 2003 und 2007 teil und bestritt dabei sechs Partien. Außerdem stand sie bei den Afrikameisterschaften 2000, 2002, 2004, 2006, 2008 und 2010 im Kader der Black Queens. Ende September 2007 hatte Avoe 23 Länderspiele bestritten.